# Manning Award
Der Manning Award ist eine Auszeichnung, die seit 2004 jährlich vom Sugar Bowl Committee an den besten College-Football-Quarterback der Vereinigten Staaten vergeben wird. Es ist die einzige an Quarterbacks vergebene Auszeichnung, die bei der Bewertung der Leistungen der nominierten Spieler die Postseason mit einbezieht.
Der Award ist nach Archie Manning, dem ehemaligen Quarterback der University of Mississippi (Ole Miss), und seinen Söhnen Peyton und Eli benannt. Archie spielte später für die New Orleans Saints, Houston Oilers und Minnesota Vikings in der NFL. Peyton spielte College Football an der University of Tennessee und anschließend für die Indianapolis Colts und dann für die Denver Broncos. Sein jüngerer Bruder Eli war wie sein Vater Student an der Ole Miss und war Quarterback bei den New York Giants. Peyton und Eli wurden in ihrer College-Karriere zu All Americans gewählt und gewannen mit ihren Teams in der NFL den Super Bowl, wobei beide jeweils zum Super Bowl MVP gewählt wurden. Archie wurde 1989 in die College Football Hall of Fame gewählt.

## Preisträger
| Saison | Spieler            | Universität    |
| ------ | ------------------ | -------------- |
| 2004   | Matt Leinart       | USC            |
| 2005   | Vince Young        | Texas          |
| 2006   | JaMarcus Russell   | LSU            |
| 2007   | Matt Ryan          | Boston College |
| 2008   | Tim Tebow          | Florida        |
| 2009   | Colt McCoy         | Texas          |
| 2010   | Cam Newton         | Auburn         |
| 2011   | Robert Griffin III | Baylor         |
| 2012   | Johnny Manziel     | Texas A&M      |
| 2013   | Jameis Winston     | Florida State  |
| 2014   | Marcus Mariota     | Oregon         |
| 2015   | Deshaun Watson     | Clemson        |
| 2016   | Deshaun Watson     | Clemson        |
| 2017   | Baker Mayfield     | Oklahoma       |
| 2018   | Kyler Murray       | Oklahoma       |
| 2019   | Joe Burrow         | LSU            |
| 2020   | Mac Jones          | Alabama        |
| 2021   | Bryce Young        | Alabama        |
| 2022   | Stetson Bennett    | Georgia        |
| 2023   | Jayden Daniels     | LSU            |
| 2024   | Cam Ward           | Miami          |

## Auszeichnungen pro Universität
| Universität    | Preisträger |
| -------------- | ----------- |
| LSU            | 3           |
| Alabama        | 2           |
| Clemson        | 2           |
| Oklahoma       | 2           |
| Texas          | 2           |
| Auburn         | 1           |
| Baylor         | 1           |
| Boston College | 1           |
| Florida        | 1           |
| Florida State  | 1           |
| Georgia        | 1           |
| Miami          | 1           |
| Oregon         | 1           |
| Texas A&M      | 1           |
| USC            | 1           |